# Ашага-Айтуган
Ашага-Айтуган (укр. Ашага-Айтуган, крымскотат. Aşağı Ay Tuvğan) — исчезнувшее село в Красногвардейском районе Республики Крым, располагавшееся на юго-востоке района, в степной части Крыма, примерно в 1,5 км южнее сёла Докучаево.

## История
Во времена Крымского ханства деревня Айтуган делилась на 3 части: Ашага, Орта и Юхары, что, видимо, соответствовало приходам-маале, причём Ашага и Орта Айтуганы, вероятно, находились вблизи друг от друга, что позволило в будущем совмещать их в одно поселение. Уже в первом документальном упоминании, в Камеральном Описании Крыма… 1784 года, судя по которому, в последний период ханства деревня входила в Борулчанский кадылык Карасубазарского каймаканства, записан один Орта Кесек Айтуган.
После присоединения Крыма к России (8) 19 апреля 1783 года, (8) 19 февраля 1784 года, именным указом Екатерины II сенату, на территории бывшего Крымского Ханства была образована Таврическая область и деревня была приписана к Симферопольскому уезду. После Павловских реформ, с 1796 по 1802 год, входила в Акмечетский уезд Новороссийской губернии. По новому административному делению, после создания 8 (20) октября 1802 года Таврической губернии, Ашага-Айтуган был включён в состав Табулдынскои волости Симферопольского уезда.
По Ведомости о всех селениях в Симферопольском уезде состоящих с показанием в которой волости сколько числом дворов и душ… от 9 октября 1805 года, в деревне Ашага-Айтуган числилось 14 дворов и 67 жителей, исключительно крымских татар. На военно-топографической карте генерал-майора Мухина 1817 года Мавлуш айтуган обозначен с 14 дворами. После реформы волостного деления 1829 года Ашага Айтуган, согласно «Ведомости о казённых волостях Таврической губернии 1829 года», отнесли к Айтуганской волости (переименованной из Кучук-Кабачской). На карте 1836 года в деревне 15 дворов. Затем, видимо, в результате эмиграции крымских татар, деревня заметно опустела и на карте 1842 года деревня Мавлуш-Айтуган, (или Агуша-Малауш-Айтуган) обозначена условным знаком «малая деревня», то есть, менее 5 дворов.
В 1860-х годах, после земской реформы Александра II, деревню приписали к Зуйской волости. В «Списке населённых мест Таврической губернии по сведениям 1864 года», составленном по результатам VIII ревизии 1864 года, Ашага-Айтуган (или Мевлют-Айтуган) — казённая татарская деревня, с 6 дворами, 56 жителями и мечетью при колодцах. По обследованиям профессора А. Н. Козловского начала 1860-х годов, в селении Ашага-Мавлут имелись колодцы с пресной водой глубиной 10—15 саженей (21—33 м). На трёхверстовой карте Шуберта 1865—1876 года в деревне Мавлуш-Айтуган (Ашага-Мавлуш-Айтуган) обозначено 6 дворов.
После земской реформы 1890 года, Ашага-Айтуган отнесли к Табулдинской волости. Согласно «…Памятной книжке Таврической губернии на 1892 год», в деревне Ашага-Айтуган, входившей в Айтуганское сельское общество, числилось 55 жителей в 6 домохозяйствах, все безземельные. По «…Памятной книжке Таврической губернии на 1902 год» в деревне Айтуган, входившей в Айтуганское сельское общество, числилось 40 жителей в 8 домохозяйствах.В последний раз название Мадлуш Айтуган встречается с списках землевладельцев «русских подданных из австрийских, венгерских или германских выходцев», опубликованном в газете «Таврические губернские ведомости» в апреле 1915 года, где значится Иван Яковлевич Гоосен, владевший 621 десятиной 519 квадратными саженями земли В дальнейшем в доступных источниках селение не встречается.